# Cryptoblepharus keiensis
Cryptoblepharus keiensis (кейський змієокий сцинк) — вид сцинкоподібних ящірок родини сцинкових (Scincidae). Ендемік Індонезії.

## Поширення і екологія
Кейські змієокі сцинки мешкають на островах Буру, Амбон, Серам, Кай та на сусідніх островах в групі Молуккських островів. Вони живуть на піщаних морських узбережжях, трапляються в кокосових гаях і садах.